# Gilbert Briskine
Gilbert Briskine – francuski judoka.
Mistrz Europy w 1952 i drugi w 1954 roku.